# Obertauern

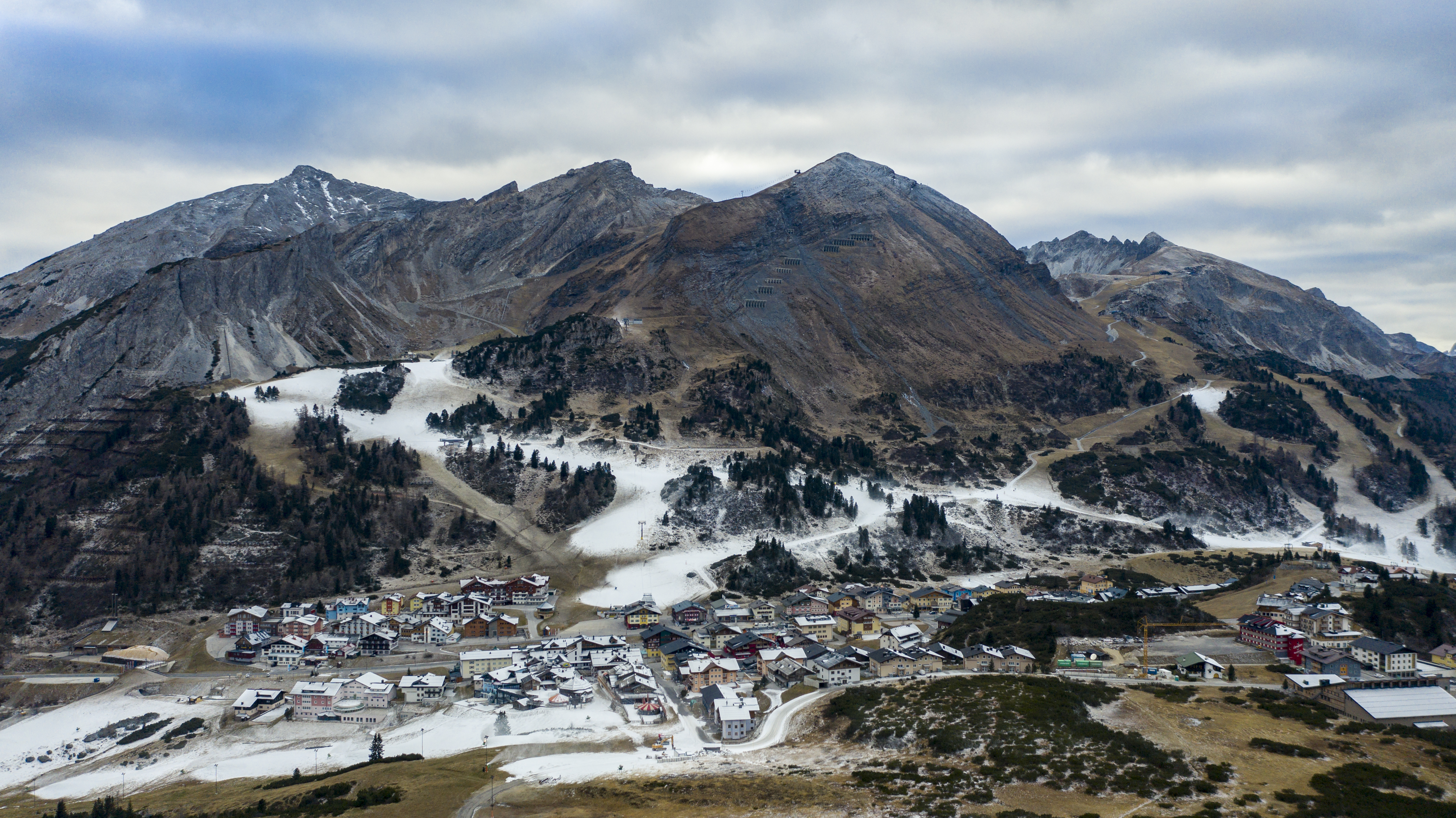
Obertauern von Norden, hinten Mitte Gamsleitenspitze

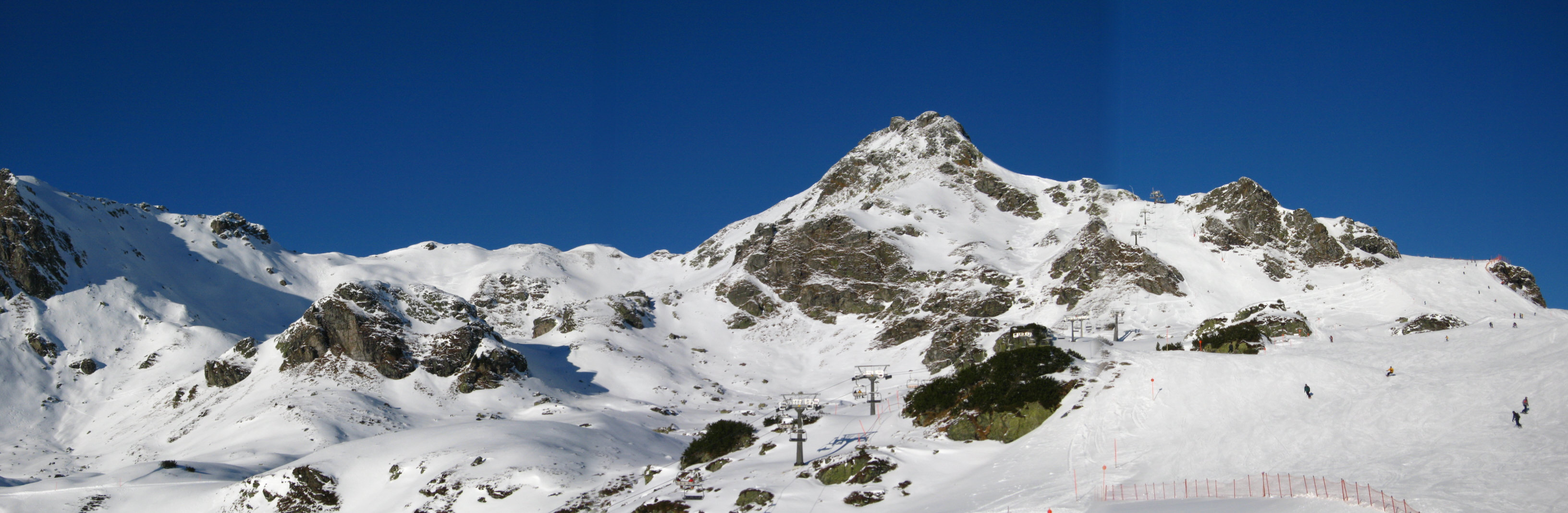
Das Schigebiet von Obertauern von Süden mit der Seekarspitze

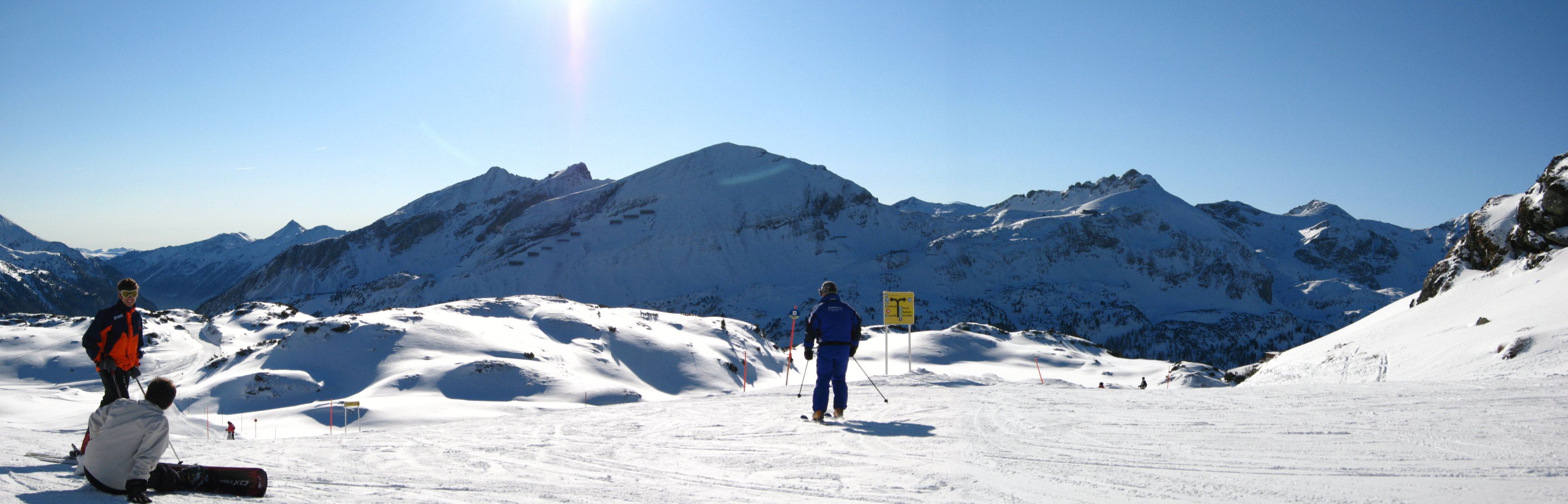
Eine Schipiste bei Obertauern, Blick nach Süden zur Gamsleitenspitze

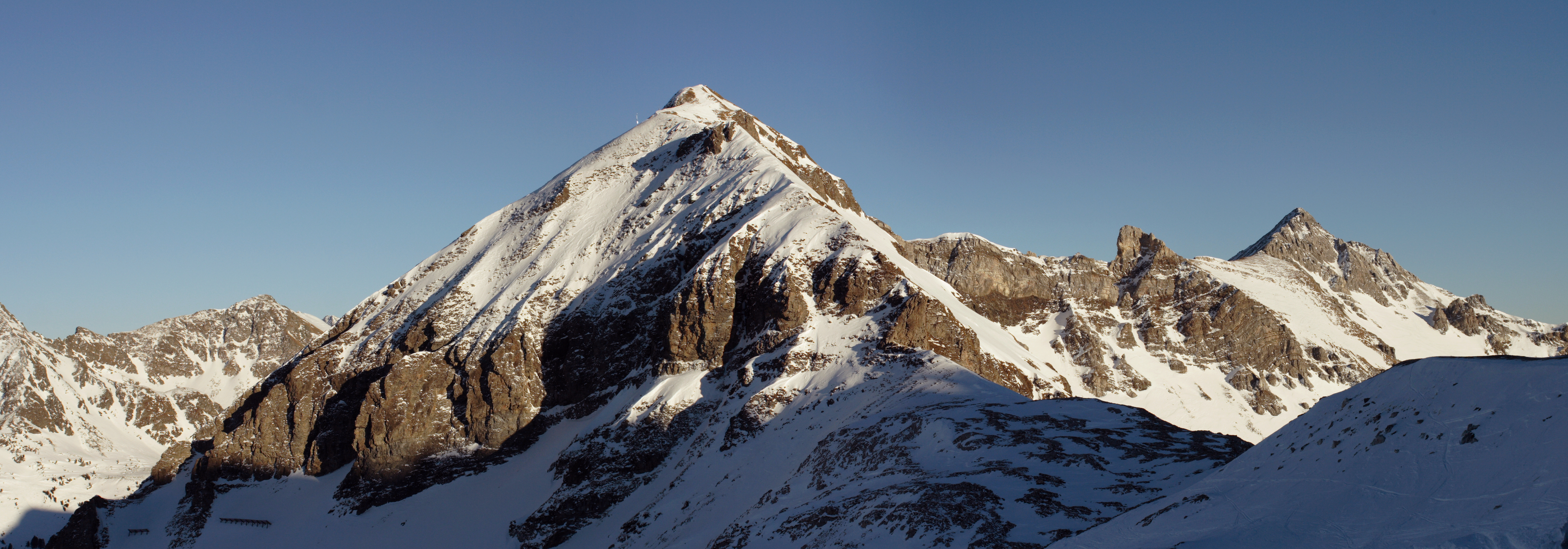
Die Gamsleitenspitze von Westen

Obertauern ist ein Wintersportort im österreichischen Bundesland Salzburg. Der Ort in den Radstädter Tauern ist keine eigene Gemeinde, sondern verteilt sich auf die Gemeindegebiete von Untertauern und Tweng. Obertauern ist einer der meistbesuchten Wintersportorte Österreichs mit großem Pistenangebot für Skifahrer, Snowboarder und Langläufer.

## Geographie
Obertauern liegt im Südosten des Bundeslandes Salzburg in den Radstädter Tauern zwischen 1639 und 2526 Meter Seehöhe. Der Ort liegt rund um die Passhöhe des Radstädter Tauernpasses, über den die Katschberg Straße (B 99) führt.
Obertauern gehört zu den beiden Bezirken St. Johann im Pongau und Tamsweg, somit teilt Obertauern sich auf zwei Regionen auf: Pongau und Lungau. Das Siedlungsgebiet von Obertauern verteilt sich auf die Gemeinden Untertauern (Pongau) und Tweng (Lungau). Die Gemeindegrenze verläuft auf der Passhöhe und damit mitten durch den Ort.

## Geschichte

### Kelten und Römer
Das Gebiet um Obertauern war vermutlich schon in der Zeit der Kelten (4.–1. Jahrhundert v. Chr.) besiedelt. Eine römische Staatsstraße führte über den Tauernpass (in Alpe) nach Juvavum (Salzburg). Auf dieser Straße wurden auch Wagengeleisespuren gefunden, die auf die Römer zurückzuführen sind. Funde von alten Meilensteinen zeugen von den Römern, die über die Tauernpasshöhe zogen. Dieser Ausbau der Straße geht wahrscheinlich auf Kaiser Claudius (41–54) zurück.

### Mittelalter und Neuzeit
Die erste sichere Erwähnung der Radstädter Tauern erfolgte erst 1207, und 1224 erwähnte man schon eine kleine Kirche an der Tauernscharte. 1517 berichtete man von „zween Wirten am Tauern“, womit die heute noch bestehenden Häuser Schaidberg und Wisenegg gemeint waren. Der Ausbau der Straße für den Wagenverkehr erfolgte 1519. Unter Erzbischof Sigismund von Schrattenbach wurde 1764 die Poststation Untertauern eröffnet; die Postfahrten wurden auf zweimal wöchentlich, 1870 auf viermal wöchentlich und 1895 auf zweimal täglich erhöht. Vom 17. Jahrhundert bis kurz nach dem Ersten Weltkrieg wurde Silber und Kupfer abgebaut, die Seekarhütte (heute ein Hotel der Spitzenklasse) war die Unterkunft der Bergleute. 1902 wurden erste Skifahrer auf den Tauern erwähnt.

### 20.Jahrhundert bis heute
Nach dem Ersten Weltkrieg kamen 1920 die ersten Skiläufer zu Fuß nach Obertauern. Von 1925 bis 1927 fanden erstmals die Tauernrennen für Autos und Motorräder statt, die eine Vielzahl von Besuchern anlockten. Der „Geburtstag“ von Obertauern wird von den Ansässigen auf den 8. Dezember 1929 datiert, da an diesem Tag erstmals der fahrplanmäßige Winterverkehr über den Tauernpass aufgenommen wurde.
Die Straßen- und Lawinenverbauungen wurden ab 1950 ausgebaut (1954 Asphaltierung, 1955 Errichtung der Römerbrücke). Der Ausbau des Hoteldorfes Obertauern begann 1952.
1962 wurde „Obertauern“ der offizielle Ortsname.
Bekannt war um diese Zeit die „Schifahrende Volksschule“, bei der neben dem regulären vormittäglichen Stundenplan am Nachmittag Skifahren auf dem Lehrplan stand.
Im Jahre 1965 produzierten die Beatles einen Teil ihres Films Help in Obertauern. Bei dieser Gelegenheit gaben sie im Rahmen einer Privatveranstaltung im Hotel Marietta ihr einziges Konzert in Österreich.
Kurze Zeit bevor die Beatles kamen (im März), riss eine Lawine zwischen Untertauern und Obertauern einen Bus mit über 30 Insassen in die Tiefe. 14 skandinavische Jugendliche werden getötet.
Am 28. März 2009 wurde hier ein Red Bull Snowkajak Race ausgetragen. In der Wintersaison 2013/14 wurden auf der Gnadenalm drei Folgen der Fernsehsendung ZDF-Fernsehgarten aufgezeichnet.

## Kultur und Sehenswürdigkeiten
- Filialkirche Obertauern

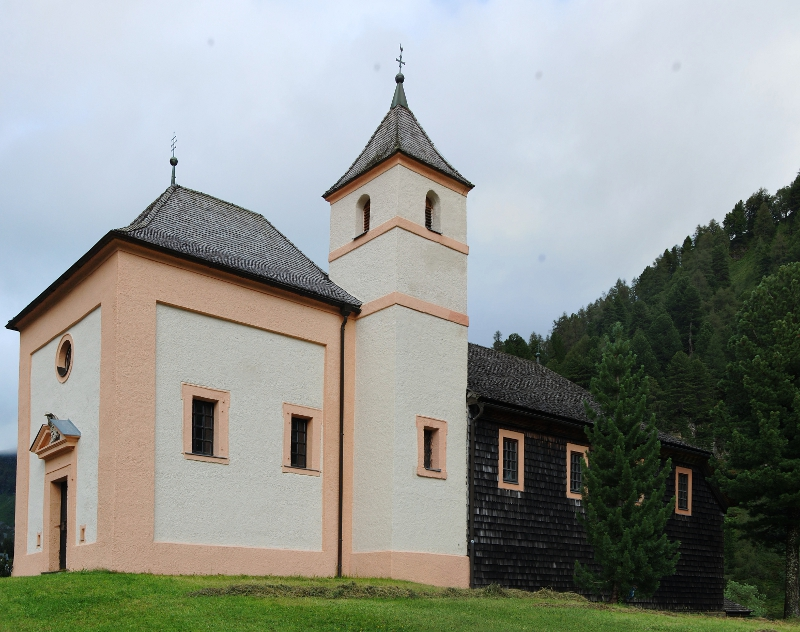
Kath. Filialkirche hl. Petrus in Obertauern

- Tauernfriedhof: Auf der Passhöhe des Radstädter Tauern befindet sich ein Friedhof der Heimatlosen. Diese Bezeichnung stammt aus einer Zeit, als Leute den Tauernpass mit schlechter Ausrüstung zu Fuß, oft bei schlechtem Wetter, überqueren wollten und dabei ums Leben kamen. Diese Personen konnten meist nicht identifiziert werden und wurden daher namenlos begraben. Heute ist es der Friedhof für die Einheimischen des entstandenen Skiorts Obertauern.
- Tauernhaus Wisenegg

## Wirtschaft
Da sich Obertauern schon zu Beginn des 20. Jahrhunderts als Wintersportort zu entwickeln begann, hatte der Ausbau der entsprechenden sportlichen Einrichtungen besondere Bedeutung.
1948 wurde die erste Aufstiegshilfe am Seekarhaus installiert; bis nach 1960 wurde die Piste gegen Freifahrten noch von den Skiläufern selbst getreten. Ab 1952 wurde eine Reihe von weiteren Seilbahnen und Schleppliften installiert, so auch die ersten Tellerschlepplifte.
1961 wurde eine Pendelseilbahn auf das Zehnerkar in Betrieb genommen. 1963 kam im Ort die erste motorisierte Pistenraupe Österreichs zum Einsatz. Ab 1967 erfolgte der Pistenbau mit Schubraupen. Dabei wurden einschneidende Geländeveränderungen vorgenommen, um die Abfahrten für die Pistengeräte und vor allem auch für breitere Touristenschichten leichter befahrbar zu machen. Durch Verbinden einiger Liftanlagen kam es 1969 zu einer Vorstufe der heutigen „Tauernrunde“.
1985 ging die erste Beschneiungsanlage in Betrieb, und in den folgenden Jahren wurden zahlreiche Schlepplifte durch Sesselbahnen ersetzt.
Von 1991 bis 1998 gab es weitere Modernisierungen, so etwa den Bau einer Flutlichtanlage und die Einführung des berührungslosen Skipasssystems.
Für die Liftanlagen ist die Liftgemeinschaft Obertauern (LGO) zuständig.

## Strom und Wasser
In den 1950er Jahren führte noch keine elektrische Leitung nach Obertauern. Die Häuser waren an ein kleines, mit Dieselgeneratoren betriebenes Elektrizitätswerk der Landesbrandschaden-Versicherung angeschlossen. Zur Verbesserung der Verhältnisse wurde am 10. Juli 1957 die Lichtgenossenschaft Obertauern gegründet, die den Bau einer neuen, 1958 in Betrieb genommenen Anlage initiierte. Ähnliche Umstände gab es mit der Trinkwasserversorgung. Am 22. Juli 1957 wurde eine Wasserwerksgenossenschaft gegründet, die am 7. Juli 1960 eine neue Versorgungsanlage eröffnen konnte. Diese Verbesserungen der Infrastruktur werden als Voraussetzung für den Ausbau Obertauerns zum heutigen Tourismusgebiet gesehen.

## Telekommunikation
In Obertauern befindet sich ein Fernmelderelais. Da keine direkte Richtfunkverbindung zum Fernmeldeturm auf dem Roßbrand möglich ist, befindet sich auf der Plattenspitze ein 38 Meter hoher Stahlturm mit einem Richtfunk-Umlenkspiegel.

## Tourismus

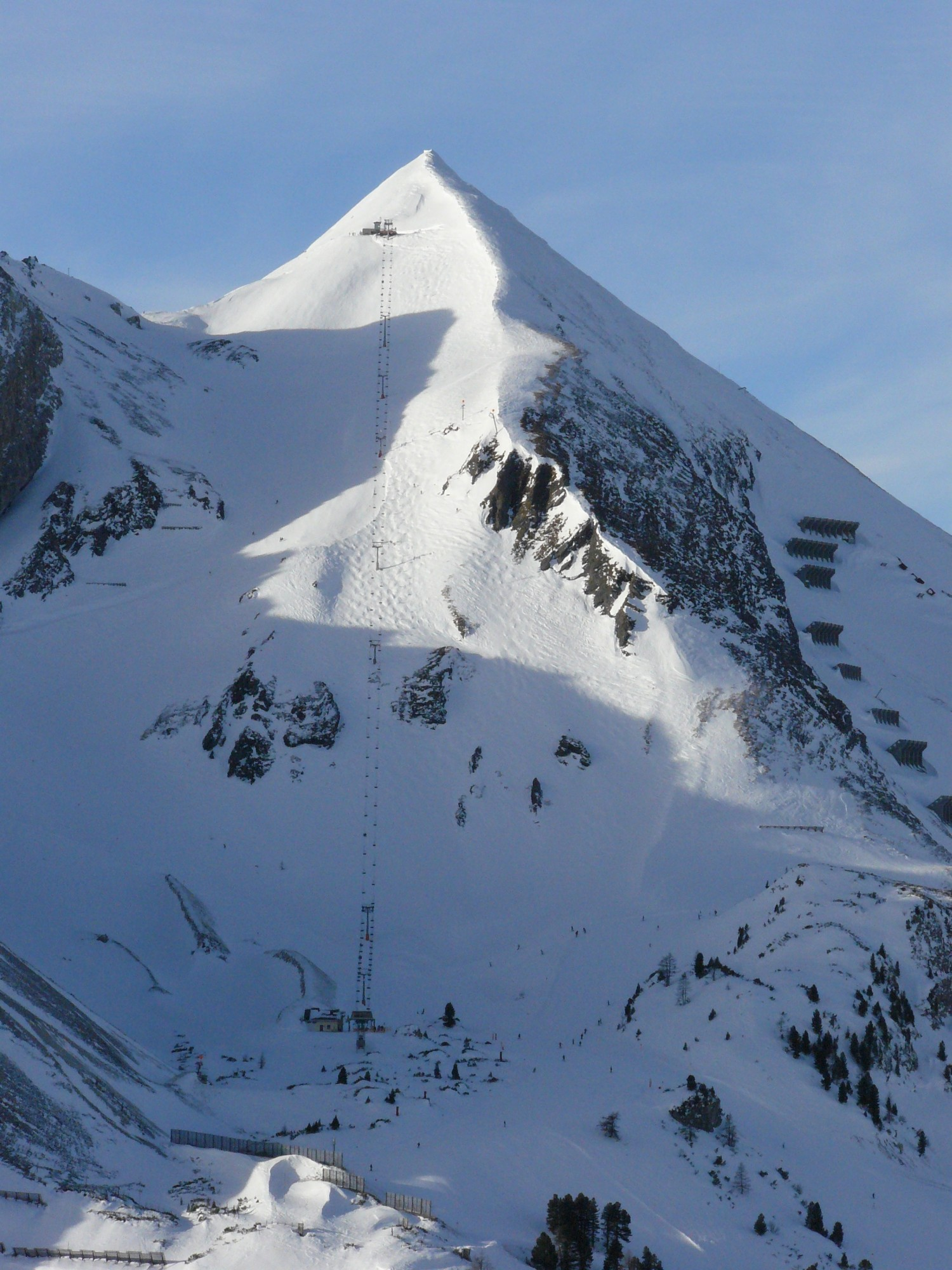
Gamsleiten 2 – die steilste Piste in Obertauern

Mit 1.088.398 Übernachtungen in der Saison 2022/23, davon 95 % im Winter, und mit rund 9.000 Gästebetten ist Obertauern ein wichtiges Tourismusgebiet und liegt in der österreichischen Tourismusstatistik an sechster Stelle bei den Nächtigungen im Winterhalbjahr (Stand 2011).
Das Skifahren ist die häufigste sportliche Aktivität in Obertauern, daneben ist auch Snowboarden beliebt. Das Skigebiet umfasst rund 100 km präparierte Pisten und 26 Aufstiegshilfen, die pro Stunde 48.000 bis 49.000 Personen befördern können. Die Pisten sind – wie auch andernorts üblich – mit Farben gekennzeichnet, die den Schwierigkeitsgrad angeben. Blau (61 %) für leichte Pistenverhältnisse, rot (35 %) für mittlere und schwarz (4 %) für schwierige Pistenabschnitte, wobei die Piste entlang der Sesselbahn Gamsleiten 2 die zweitsteilste Piste in Österreich ist.
Eine Bergfahrt für Nicht-Skifahrer ist mit jeder Gondelbahn sowie mit der Edelweissbahn möglich. Talfahrten kann man nur mit der Zehnerkarbahn, der Plattenkarbahn und der Grünwaldkopfbahn durchführen. Letztere überwindet bei einer schrägen Länge von 992 Meter eine vertikale Höhe von 305 Meter und kann maximal 3.502 Personen pro Stunde befördern. Für Tagesskifahrer gibt es 24.000 m² Parkfläche in Pistennähe.
Da die Liftanlagen rund um den Ort angelegt sind, gibt es die Möglichkeit einer sogenannten Tauernrunde, die man sowohl (grüne Beschilderung) gegen den als auch (rote Beschilderung) mit dem Uhrzeigersinn befahren kann. Zum Überqueren der Katschbergstraße (B 99) wurden Skibrücken errichtet. Die Tauernrunde kann an jedem Lift begonnen werden und endet bei der Ausgangsposition.
Für Langläufer gibt es mehr als 26 km präparierte Langlaufloipen, ein Großteil davon befindet sich auf der Gnadenalm, wo es im Winter auch eine Rodelbahn gibt.
Obertauern gibt einen Skipass heraus, der seit der Saison 2012/13 auch für das 15 km entfernte Skigebiet Großeck – Speiereck gilt. Darüber hinaus ist das Gebiet mit dem Lungo-Skipass (Skiregion Obertauern – Lungau – Katschberg) und mit der Salzburg Super Ski Card (Salzburger Land) befahrbar, nicht aber mit dem Skipass des Verbundnetzes Ski amadé.
Der Sommertourismus ist in Obertauern nachrangig. Der Ort ist zwar Ausgangspunkt für Wanderungen entlang des Zentralalpenwegs; die Oberhütte in Richtung Steiermark und die Südwiener Hütte in Richtung Flachau sind in jeweils 2 Stunden Gehzeit erreichbar. Weiters findet in Obertauern jährlich im August und im September ein Motorradtreffen statt. Dennoch haben etliche Hotels und Geschäfte in der Sommersaison geschlossen.
Obertauern besitzt ein Sportzentrum für verschiedene Sportarten. Hier werden unter anderem zwei Tennis-Hallenplätze mit Schwingboden, drei Squash-Boxen, ein Badmintoncourt, drei vollautomatische Kegelbahnen, ein Kraft- und Fitnesscenter mit Cardiobereich, Mehrzweckhallen sowie drei Billardtische angeboten. Außerdem stehen auf 600 m² ein Vitalcenter und eine sportmedizinische Betreuung zur Verfügung. Früher trainierten zwischen den Ski-Weltcuprennen auch Olympiasieger Hermann Maier und Abfahrtsweltmeister Michael Walchhofer im Höhentrainingscenter in Obertauern. Zu den Besuchern zählt auch der ehemalige Weltcupläufer Heinz Schilchegger.

## Fauna
In der Region um Obertauern findet man eine seltene Vogelart, das Rotsternige Blaukehlchen.